# Nazira
Nazira is een stad en gemeente in het district Sivasagar van de Indiase staat Assam. 

## Demografie
Volgens de Indiase volkstelling van 2001 wonen er 12.466 mensen in Nazira, waarvan 53% mannelijk en 47% vrouwelijk is. De plaats heeft een alfabetiseringsgraad van 81%.